# Koordinacija hrvatskih i katoličkih udruga s područja Tuzlanske županije
Koordinacija hrvatskih i katoličkih udruga s područja Tuzlanske županije je koordinacija udruga iz BiH, udruga Hrvata i katolika.
Koordinacija djeluje od 2005. godine. Okuplja mnoge istaknute Hrvate katolike iz Tuzlanske županije. Svrha ove koordinacije je promicanje ustavom zajamčenih prava, zajedničkih interesa i ciljeva hrvatskog naroda s područja Tuzlanske županije. Premda je u naslovu hrvatska i katolička, ne zanemaruje interese ni i prava ostalih građana koji se nalaze na području te županije. Udruga je osnovana zato što osnivači smatraju da osobe koje su na pozicijama po svojoj savjesti i svijesti trebaju pomoći onome tko je obespravljen. Članovi kroz ovu koordinaciju pokušavaju zajednički pomoći ljudima koji žive na prostoru te županije u kojoj živi oko 25.000 Hrvata katolika.
Koordinaciju čine: Tuzlanski dekanat, Franjevački samostan sv. apostola Petra i Pavla Tuzla, KŠC Sv. Franjo Tuzla, Udruga obitelji poginulih i nestalih u Domovinskom ratu HVO Soli, HVIDRA, Udruga veterana i dragovoljaca HVO Soli, HKD Napredak podružnice Tuzla, Lukavac, Živinice i Gradačac, Društvo Hrvatski dom Tuzla, Udruga Hrvatska žena, NK Zrinjski Husino, Kuglaški klub Zrinjski Ljubače, Radio postaja Soli, Hrvatski teatar Soli, HKD Ljubače, ŽO HDZ BiH Soli Tuzla, ŽO NHI Tuzla, HKDU Tuzla i Hrvatsko novinsko društvo Tuzla.